# Sergi Bruguera
Sergi Bruguera (født 16. januar 1971 i Barcelona) er en spansk tidligeretennisspiller, der blev professionel i 1988 og trak sig tilbage i 2002. Han nåede igennem sin karriere at vinde 14 single- og 3 doubletitler, og hans højeste placering på ATP's verdensrangliste var en tredjeplads, som han opnåede i august 1994.

## Grand Slam
Brugueras bedste Grand Slam-resultater i singlerækkerne kom, som med så mange andre spaniere ved French Open, som han vandt i både 1993 og 1994. Første år med finalesejr over amerikanske Jim Courier i rem sæt. Året efter besejrede han landsmanden Alberto Berasategui i fire sæt. 

## OL
Bruguera deltog ved to olympiske lege. Første gang var i 1992 i på hjemmebane i Barcelona, hvor han nåede til anden runde.
Han var også med fire år senere i Atlanta, og her stillede han både op i single og double. I double spillede han sammen med Tomás Carbonell, og duoen vandt først over et argentinsk par, derefter over et japansk par, inden de i kvartfinalen måtte bøje sig for de senere vindere, Todd Woodbridge og Mark Woodforde fra Australien. I single vandt han først over en rumæner, derpå over en franskmand samt over englænderen Greg Rusedski i tredje runde. I kvartfinalen besejrede han den fjerdeseedede amerikaner, MaliVai Washington, inden han sikrede sig medalje med semifinalesejren over brasilianeren Filo Meligeni. I finalen var han chanceløs mod den topseedede amerikaner, Andre Agassi, der vandt 6-2, 6-3, 6-1, men vandt dermed sølvmedalje.